# Trấn Ba

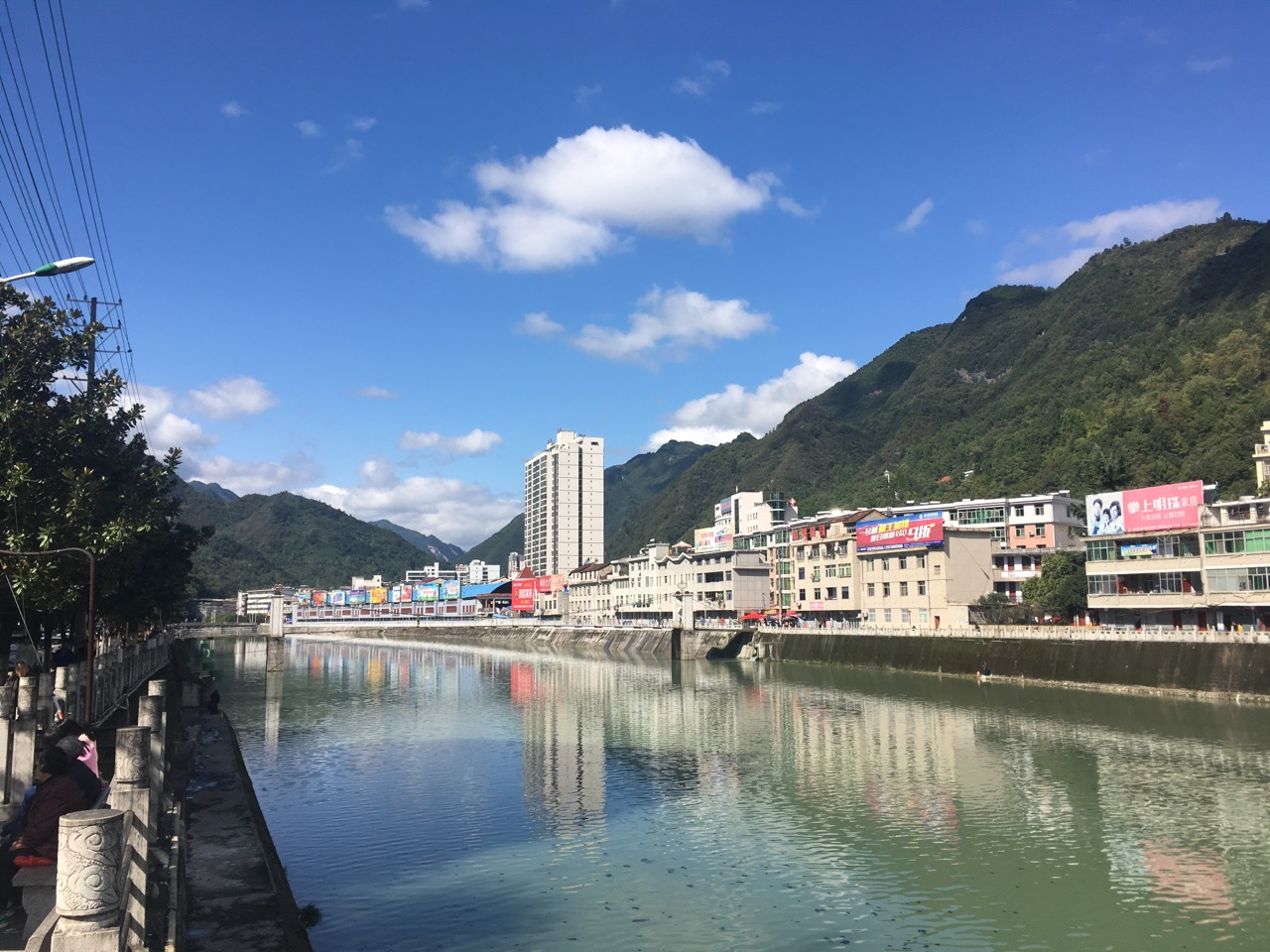
Trấn Ba

Trấn Ba (chữ Hán phồn thể:鎮巴縣, chữ Hán giản thể: 镇巴县, âm Hán Việt: Trấn Ba huyện) là một huyện thuộc địa cấp thị Hán Trung, tỉnh Thiểm Tây, Cộng hòa Nhân dân Trung Hoa. Huyện này có diện tích 3437 ki-lô-mét vuông, dân số 280.000 người, trong đó dân số nông nghiệp là 253.0000 người. Các dân tộc: người Hán là chủ yếu, ngoài ra có người Miêu, Hồi, Duy, Choang. Độ cao trung bình so với mực nước biển là 1234 m, điểm cao nhất là 2534 m, điểm thấp nhất là 425 m. Nhiệt độ trung bình năm là 13,8℃, mỗi năm có 236 ngày không có sương. Hệ thống sông có Gia Lăng Hà, Hán Giang. 